# Braathens International Airways
Braathens International Airways ist eine Fluggesellschaft mit Sitz in Bromma in Schweden.

## Geschichte
Das Unternehmen ist Mitglied der Braathens Regional Airlines-Gruppe und wurde in erster Linie gegründet, um im Auftrag der skandinavischen Pauschalreiseanbieter Ving/Spies/Tjäreborgy und Apollo Jet-Charterdienste zwischen Skandinavien und Südeuropa durchzuführen. Die Fluggesellschaft betreibt in Schweden im Auftrag von Braathens Regional Airlines auch Inlandsflüge auf stark frequentierten Strecken zu Spitzenzeiten. Die Fluggesellschaft betreibt eine reine Airbus-Flotte mit eigenem AOC.

## Flotte
Die Flotte besteht mit Stand April 2025 aus fünf Flugzeugen mit einem Durchschnittsalter von 17,7 Jahren.
| Flugzeugtyp     | Anzahl | bestellt | Anmerkungen | Sitzplätze | Durchschnittsalter |
| --------------- | ------ | -------- | ----------- | ---------- | ------------------ |
| Airbus A319-100 | 2      |          |             | 144        | 18,2 Jahre         |
| Airbus A320-200 | 3      |          |             | 180        | 17,3 Jahre         |
| Gesamt          | 5      | -        |             |            | 17,7 Jahre         |